# نوسان‌ساز محلی
در الکترونیک، نوسان‌ساز محلی (LO) نوسان‌ساز الکترونیکی است که با مخلوط‌کننده برای تغییر فرکانس سیگنال استفاده می‌شود. این فرایند تبدیل فرکانس که هیتروداین نیز نامیده می‌شود، فرکانس‌های جمع و تفاضل را از فرکانس نوسان‌ساز محلی و فرکانس سیگنال ورودی تولید می‌کند. پردازش سیگنال با فرکانس معین عملکرد بهتری را به گیرنده رادیویی می‌دهد. در بسیاری از گیرنده‌ها، عملکرد نوسان‌ساز محلی و مخلوط‌کننده در یک طبقه به نام «مبدل» باهم پیوسته می‌شود - این با آمیختن هر دو عملکرد در یک افزاره فعال، ابعاد، هزینه و مصرف توان را کاهش می‌دهد.

## کاربردها
از نوسان‌سازهای محلی در گیرنده سوپرهترودین، متداول‌ترین نوع از مدار گیرنده رادیویی، استفاده می‌شوند. آنها همچنین در بسیاری از مدارهای مخابراتی دیگر مانند مودم‌ها، گیرنده دیجیتال تلویزیون کابلی، سامانه‌های تسهیم‌سازی با تقسیم فرکانس مورد استفاده در خطوط اصلی تلفن، سامانه‌های تکرارکننده ریزموجی، سامانه‌های دوری‌سنجی، ساعت‌های اتمی، رادیو تلسکوپ‌ها و سامانه‌های پادکار الکترونیکی نظامی (ضداخلال) استفاده می‌شوند. در دریافت تلویزیون ماهواره‌ای، فرکانس‌های ریزموج مورد استفاده از ماهواره به سمت آنتن گیرنده توسط یک نوسان‌ساز محلی و مخلوط‌کننده نصب شده در آنتن به فرکانس‌های پایین تبدیل می‌شوند. این اجازه می‌دهد تا سیگنال‌های دریافت شده در امتداد کابل ارسال شوند که در غیر این صورت اُفت سیگنال غیرقابل قبولی در فرکانس اصلی دریافت می‌شود. در این کاربرد، نوسان‌ساز محلی دارای یک فرکانس ثابت است و فرکانس سیگنال تبدیل شده به پایین متغیر است.

## نیازمندی‌های عملکرد
استفاده از نوسان‌ساز محلی در طراحی گیرنده نیاز به دقت دارد تا اطمینان حاصل شود که هیچ سیگنال کاذبی تابش نمی‌شود. چنین سیگنال‌هایی می‌توانند باعث تداخل در عملکرد گیرنده‌های دیگر شوند. عملکرد سیستم پردازش سیگنال به ویژگی‌های نوسان‌ساز محلی بستگی دارد. نوسان‌ساز محلی باید یک فرکانس پایدار با هارمونیک کم تولید کند. پایداری باید دما، ولتاژ و رانش مکانیکی را به عنوان عواملی در نظر بگیرد. نوسان‌ساز برای راه‌اندازی طبقات بعدی مدار مانند مخلوط‌کننده یا ضرب‌کننده فرکانس باید توان خروجی کافی تولید کند. آن باید نویز فاز کمی داشته باشد که در زمانبندی سیگنال بسیار مهم است. در یک سیستم گیرنده کانالدار، دقت تنظیم ترکیب‌کننده فرکانس باید با فاصله کانال سیگنال‌های مورد نظر سازگار باشد.

## انواع ال‌او
نوسان‌ساز کریستالی یکی از انواع رایج نوسان‌سازهای محلی است که پایداری و کارایی خوبی را با هزینه نسبتاً کم فراهم می‌کند، اما فرکانس آن ثابت است، بنابراین تغییردادن فرکانس‌ها نیاز به تغییر کریستال دارد. تنظیم‌کردن برای فرکانس‌های مختلف به یک نوسان‌ساز فرکانس-متغیر نیاز دارد که منجر به یک سازشی بین پایداری و قابلیت تنظیم می‌شود. با ظهور میکروالکترونیک دیجیتال پرسرعت، سامانه‌های نوین می‌توانند از ترکیب‌کننده‌های فرکانسی برای بدست آوردن یک نوسان‌ساز محلی قابل‌تنظیم پایدار استفاده کنند، اما همچنان باید مراقب بود که مشخصه‌های نویز قابل‌قبول در برآیند حفظ شود.